# Масселшелл (Монтана)
Масселшелл (англ. Musselshell) — переписна місцевість (CDP) в США, в окрузі Масселшелл штату Монтана. Населення — 59 осіб (2020).

## Географія
Масселшелл розташований за координатами 46°29′39″ пн. ш. 108°5′47″ зх. д. / 46.49417° пн. ш. 108.09639° зх. д. (46.494154, -108.096293).  За даними Бюро перепису населення США в 2010 році переписна місцевість мала площу 6,61 км², уся площа — суходіл.

## Демографія
Згідно з переписом 2010 року, у переписній місцевості мешкало 60 осіб у 32 домогосподарствах у складі 20 родин. Густота населення становила 9 осіб/км².  Було 49 помешкань (7/км²).
Расовий склад населення:
| - 98,3 % — білих |

До двох чи більше рас належало 1,7 %. Частка іспаномовних становила 0,0 % від усіх жителів.
За віковим діапазоном населення розподілялося таким чином: 11,7 % — особи молодші 18 років, 56,6 % — особи у віці 18—64 років, 31,7 % — особи у віці 65 років та старші. Медіана віку мешканця становила 55,5 року. На 100 осіб жіночої статі у переписній місцевості припадало 100,0 чоловіків;  на 100 жінок у віці від 18 років та старших — 103,8 чоловіків також старших 18 років.
Цивільне працевлаштоване населення становило 23 особи. Основні галузі зайнятості: сільське господарство, лісництво, риболовля — 60,9 %, роздрібна торгівля — 21,7 %, освіта, охорона здоров'я та соціальна допомога — 17,4 %.